# Nikolai Nilowitsch Burdenko

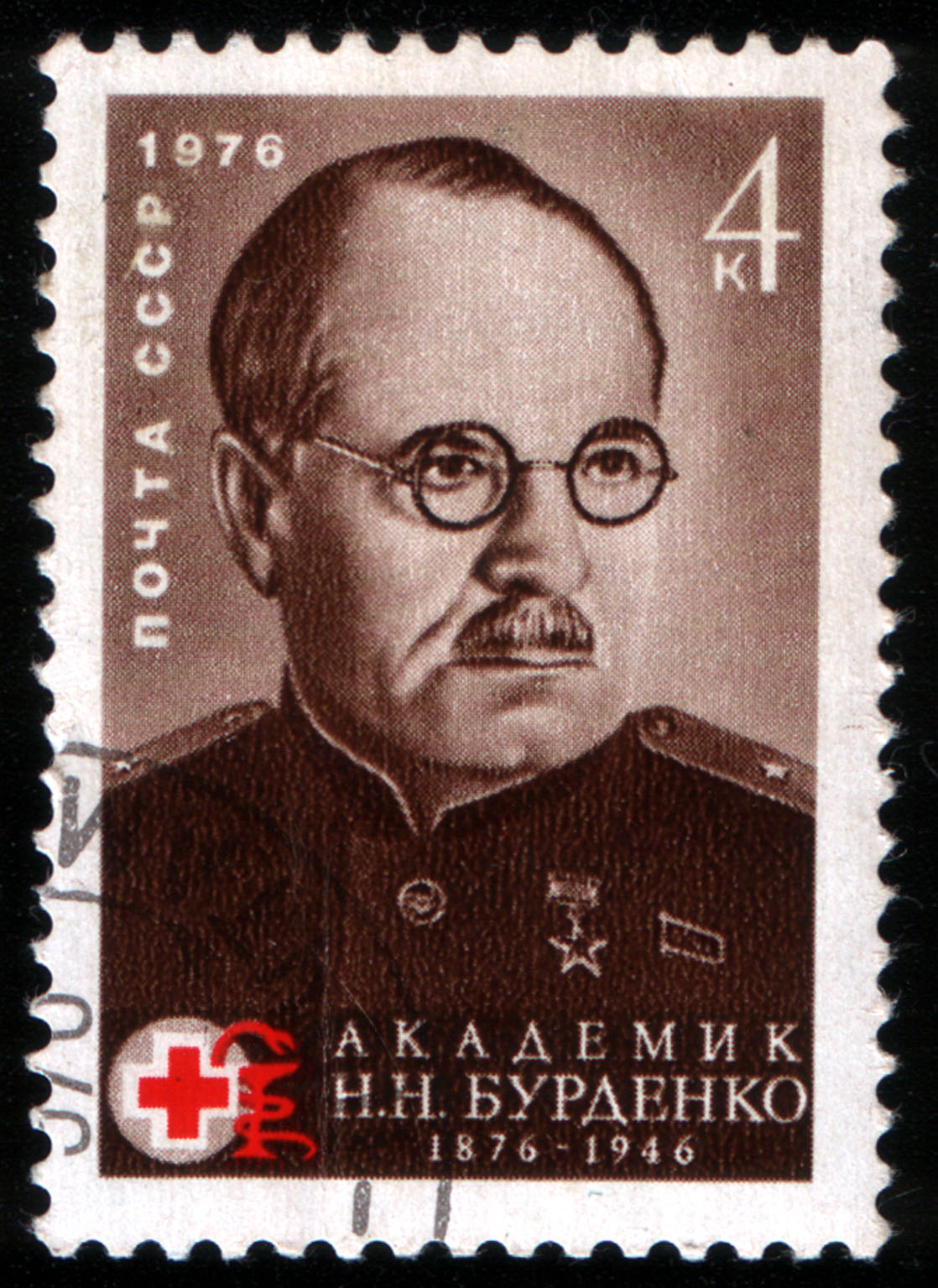
Briefmarke der Sowjetunion, Nikolai Burdenko, 1976 (Michel № 4471, Scott № 4438)

Grabbüste Burdenkos auf dem Nowodewitschi-Friedhof (Moskau)

Nikolai Nilowitsch Burdenko (russisch Николай Нилович Бурденко; * 22. Maijul. / 3. Juni 1876greg. in Kamenka, Gouvernement Pensa; † 11. November 1946 in Moskau) war ein russischer Chirurg. Er gilt als Begründer der russischen Neurochirurgie.

## Leben
Nikolai Burdenko wurde in dem russischen Dorf Kamenka geboren. Im Jahre 1891 trat er in das theologische Seminar ein, welches er 1897 beendete. Darauf zog er in die Stadt Tomsk, wo er ein Studium an der kurz zuvor gegründeten Staatlichen Universität aufnahm. Nachdem er dort zwei Kurse beendet hatte, wurde Burdenko wegen Beteiligung an der revolutionären Studentenbewegung von der Universität ausgeschlossen und somit gezwungen, die Stadt zu verlassen. 1905 nahm er am Russisch-Japanischen Krieg teil. Anschließend setzte er sein Studium an der Kaiserlichen Universität Dorpat fort und wurde vier Jahre später Professor an dieser Universität.
Im Ersten Weltkrieg war er als Militärarzt eingesetzt. 1918 wechselte er als Professor zur neugegründeten Universität Woronesch, ab 1923 hatte er den gleichen Posten an der Lomonossow-Universität in Moskau inne. Seine dortige Fakultät wurde 1930 umstrukturiert in das Erste medizinische Institut Moskau.
Als Spätfolge einer Verwundung aus dem Russisch-Japanischen Krieg verlor er 1937 das Gehör. Von 1937 bis 1946 war Burdenko Chefchirurg in der Roten Armee und ab 1939 Mitglied der Akademie der Wissenschaften der UdSSR. Im Jahre 1941 wurde ihm als Erstem der Stalinpreis verliehen. Im selben Jahr erlitt er während der Bombardierungen durch die deutsche Luftwaffe einen Herzinfarkt und verlor vorübergehend auch die Sprechfähigkeit. 1943 wurde er als Held der sozialistischen Arbeit ausgezeichnet und zum Generaloberst befördert. Von 1944 bis 1946 war er erster Präsident der Akademie für Medizinischen Wissenschaften der UdSSR.
Nikolai Burdenko befasste sich als einer der Ersten mit der Chirurgie des Zentralnervensystems und des peripheren Nervensystems. Er erforschte die Erscheinung des Schocks und die Methoden zu seiner Behandlung. 1929 wurde auf Initiative Burdenkos und Wassili Wassiljewitsch Kramers in Moskau am Staatlichen Röntgen-Institut eine neurochirurgische Abteilung mit 40 Betten gegründet, die 1932 das Zentrale Neurochirurgische Institut wurde und sich 1934 auf 300 Betten vergrößerte. Eine Mitarbeiterin Burdenkos war die Neurochirurgin Serafima Brjussowa. Nach Burdenkos Tod erhielt das Institut seinen Namen.

### Katyn-Untersuchung
Im September 1943 wurde er zum Vorsitzenden der später nach ihm benannten achtköpfigen Sonderkommission berufen, die unter Aufsicht des stellvertretenden Chefs des Geheimpolizei NKWD, Wsewolod Merkulow nachweisen sollte, dass das Massaker von Katyn von den deutschen Besatzern begangen worden ist. Sie war der Außerordentlichen Staatlichen Kommission für die Untersuchung der Gräueltaten der deutsch-faschistischen Eindringlinge untergeordnet. Ihr gehörten Vertreter der Militärführung, des Volkskommissariat für Bildung, des sowjetischen Roten Kreuzes sowie der russisch-orthodoxe Metropolit Nikolai und der Schriftsteller Alexej Tolstoi an.
An der Pressekonferenz der Burdenko-Kommission in Katyn im Januar 1944 nahmen auch Kathleen Harriman, die Tochter des US-Botschafters in Moskau W. Averell Harriman, sowie der BBC-Korrespondent Alexander Werth teil. Beide berichteten anschließend, dass nachweislich die Deutschen die Täter von Katyn gewesen seien. Der Bericht der Burdenko-Kommission wurde vom sowjetischen Chefankläger Roman Rudenko als Beweismaterial für die deutsche Täterschaft beim ersten Nürnberger Prozess angeführt.
Der mit Burdenko seit langem bekannte Mathematikprofessor Boris Olschanski, der 1948 in den Westen floh, gab in einer Anhörung vor der Madden-Kommission des US-Repräsentantenhauses 1952 an, Burdenko habe ihm wenige Wochen vor seinem Tod erklärt, er habe sehr wohl erkannt, dass die Version, die Deutschen seien die Täter von Katyn gewesen, nicht stimmen könne. Doch habe Stalin persönlich die Aufgabe gestellt, die Schuld der Deutschen festzustellen.

## Preise und Ehren
- Held der sozialistischen Arbeit (seit 1943)[8]
- Stalinpreis (Erster Träger dieses Preises, im Jahre 1941)[8]
- 3 × Leninorden[8]
- Rotbannerorden[9]
- Orden des Roten Sterns[9]
- Orden des Vaterländischen Krieges 1. Klasse[9]

Das Forschungsinstitut für Neurochirurgie in Moskau wurde nach Burdenko benannt, ebenso wie andere Einrichtungen, Straßen in Moskau, Woronesch und weiteren Orten. Außerdem wurde ihm zu Ehren ein Asteroid (6754) Burdenko genannt.